# مراد الخودي
مراد الخودي مخرج مغربي. أخرج عددا من الأفلام والمسلسلات المغربية.

## أعماله
- 2009 : ألو بيتزا، «فيلم قصير» (15 دقيقة)
- 2014: فورماطاج
- 2015: جنب البحر
- 2016: حياة بريئة
- 2017: 12 ساعة
- 2018: ولا عليك
- 2018: أبواب السماء
- 2020: هي
- 2020: قضية العمر
- 2021: ولاد المرسى
- 2021: كلها او طريقو
- 2022: بيا ولا بيك
- 2023: شوك الورد

## وصلات خارجية
- مراد الخودي على موقع IMDb (الإنجليزية)
- مراد الخودي على موقع قاعدة بيانات الأفلام العربية